# Appalachiosaurus
Appalachiosaurus ("ödla från Appalacherna") är ett släkte dinosaurier som tillhör släktet Appalachiosaurus, en albertosaurin från yngre delen av kritaperioden i det som idag är östra Nordamerika. Precis som nästan alla andra theropoder var den ett tvåbent rovdjur. Man har bara hittat ett skelett (RMM 6670) efter ett ungdjur som är över 7,5 meter långt med en vikt på över 600 kilogram. Detta pekar på att ett fullvuxet djur torde ha varit ännu större. Detta exemplar är mycket anmärkningsvärt eftersom det är en av de mest kompletta theropoderna från östra delarna av Nordamerika.

## Etymologi och fyndplats
Denna rovdinosaurie har fått sitt namn efter en region i östra USA som heter Appalacherna, som också gav sitt namn till den forntida kontinent som Appalachiosaurus levde på. Både ön och rovdjuret är namngivna efter bergskedjan med samma namn som regionen. Släktnamnet innehåller också det grekiska ordet σαυρος/sauros, som betyder 'ödla', det vanligaste suffixet som används i dinosaurienamn. Det finns en känd art, A. montgomeriensis, som är namngiven efter Montgomery County i den amerikanska staten Alabama. Både släktet och arten namngavs år 2005 av paleontologerna Thomas Carr, Thomas Williamson och David Schwimmer.
Fossila rester efter Appalachiosaurus hittades i östra Alabama, i Demopolis Chalk. Denna formation dateras tillbaka till mitten av campanian-skedet under yngre krita, eller runt 77 till 78 miljoner år sedan (Carr o. a., 2005).

## Skelettets uppbyggnad

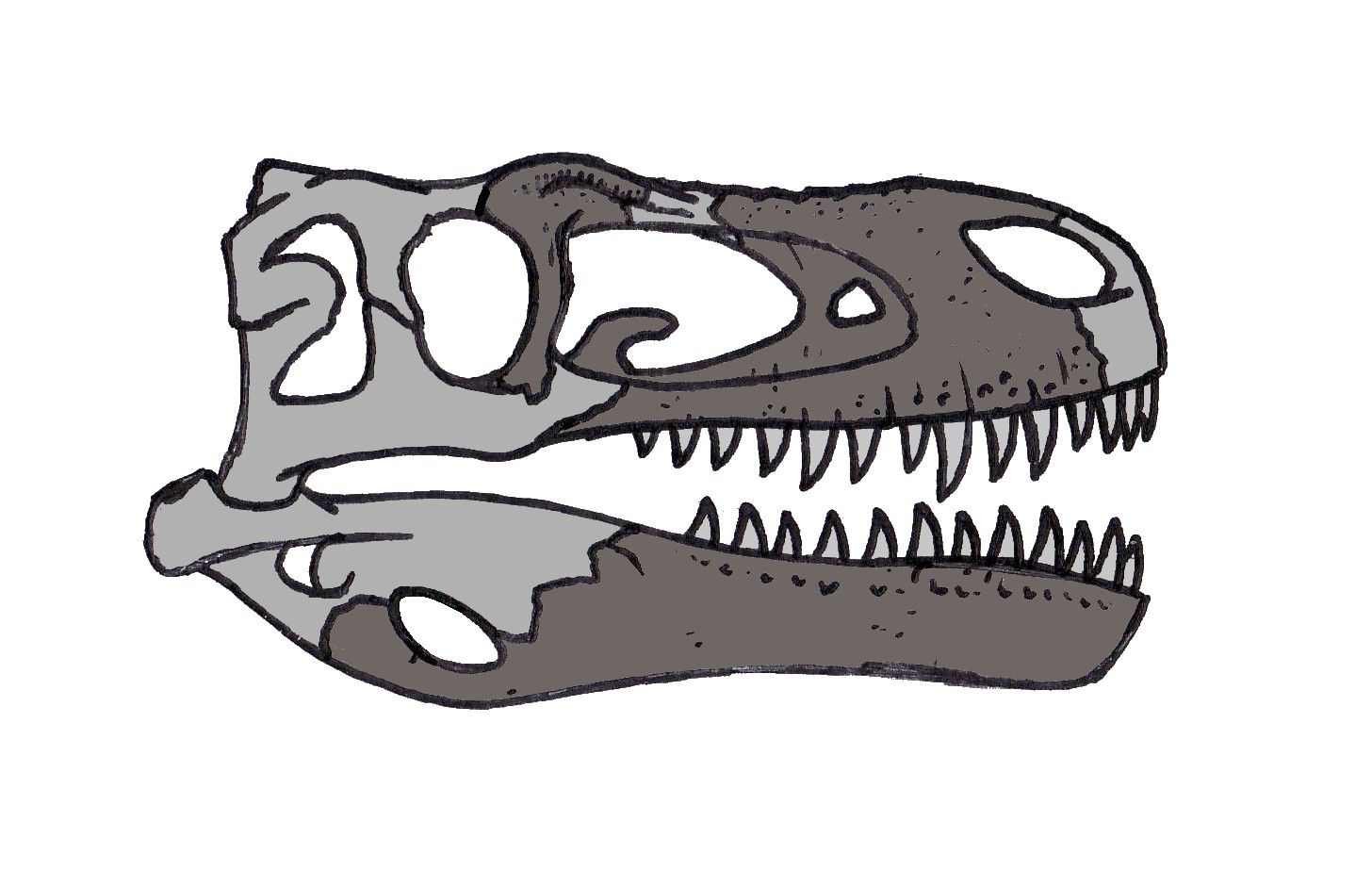
Diagram som visar bitarna man hittat från Appalachiosaurus skalle.

Appalachiosaurus är än så länge enbart känd från fragmentariska kvarlevor, så som delar av dess kranium och underkäke, samt flera rygg- och svanskotor, delar av bäckenbenet och det allra mesta av bakbenen. Dessa rester förvaras på McWane Science Center i Birmingham, Alabama. Jämfört med släktingen Tyrannosaurus var Appalachiosaurus primitivare, och dess kranium var mer avsmalnande än hos sin gigantiska släkting. Det finns flera öppna stygn emellan benen i kraniet, vilket visar på att exemplaret ännu inte var fullvuxet. Flera skelettdelar är krossade, men exemplaret ger fortfarande en hel del information om djurets leverne och visar upp flera karaktäristiska drag, eller apomorfer. Flera av dessa apomorfer har identifierats i kraniet, och klorna på fötterna uppvisar en ovanlig framskjutning i änden närmast kroppen. En rad av sex låga kammar som bildar upphöjda linjer löper nedför toppen av nosen, liknande de hos den asiatiska theropoden Alioramus, men den är inte ensam om det då de flesta tyrannosaurier uppvisar utsmyckningar av olika slag på ovansidan nosen. Appalachiosaurus är av en betydande mening olik och mer derived än en annan tidig tyrannosaurie från östra Nordamerika, nämligen Dryptosaurus.

## Släktskap inom Tyrannosauroidea
Appalachiosaurus är komplett nog för att man skall kunna utföra fylogenetiska analyser på den genom att använda kladistik. Den första analysen av Appalachiosaurus verkställdes innan djurets namn hade fastslagits, och den visade att djuret var en medlem av en underfamilj till Tyrannosauridae, det vill säga albertosaurinerna, som också inkluderar Albertosaurus och Gorgosaurus (Holtz, 2004). Den ursprungliga beskrivningen inkluderade också en kladistisk analys som pekade på att A. montgomeriensis är en basal tyrannosauroid utanför Tyrannosauridae (Carr o. a., 2005). Emellertid uteslöts asiatiska tyrannosaurier som Alioramus och Alectrosaurus, jämte Eotyrannus från England, ur analysen. Tidigare tyrannosaurier så som Dilong och Guanlong hade inte beskrivits vid den tidpunkten analyserna utfördes. Detta utelämnande kan ha en betydande effekt på fyolgenin. Än idag har inga analyser publicerats som inkluderar alla kända släkten inom Tyrannosauroidea.

## Möjlig patologi
Två svanskotor som hittades hos holotypen hade smält samman. Detta kan ha varit ett resultat av tillväxt hos benen till följd av någon sorts skada.